# Blaž Kraljević
Blaž Kraljević (Lisice, Ljubuški, 17. rujna 1947. – Kruševo, Mostar, 9. kolovoza 1992.), zapovjednik Hrvatskih obrambenih snaga u Hercegovini i general bojnik Armije RBiH.
Politički aktivist u iseljeništvu postaje u Australiji 1967. Uvođenjem demokratske vlasti, vraća se u Hrvatsku i pridružuje Hrvatskoj stranci prava. U prosincu 1991. postavljen je za zapovjednika vojne postrojbe HSP-a, Hrvatskih obrambenih snaga, u Hercegovini. Kao zapovjednik HOS-a sudjelovao je u obrani Hercegovine protiv srpskih snaga. Zbog odbijanja obrambene suradnje s Hrvatskim vijećem obrane dolazi u sukob i s vodstvom Herceg-Bosne, dok istodobno stvara uske veze s Armijom RBiH. HOS je uskoro postao instrument Armije RBiH za destabilizaciju HVO-a i Herceg-Bosne, a Kraljević, vođen ustaškom ideologijom, zagovara zajedničku suradnju Hrvata i Muslimana u stvaranju hrvatskih granica na Drini. Kraljević je sa svojom pratnjom pod nerazjašnjenim okolnostima poginuo na kontrolnom punktu u Kruševu kod Mostara. Neki od njegovih suradnika tvrde da je Kraljević ubijen po naređenju hrvatskog političkog vodstva. Istraga o njegovoj smrti vodi se od svibnja 2013.

## Mladost i iseljeništvo
Blaž Kraljević rođen je u Lisicama kod Ljubuškog, kao jedno od osmero djece Mare i Nikole Kraljevića. Iz Jugoslavije je pobjegao u lipnju 1966. u Njemačku, a iz Njemačke otišao je u Australiju u travnju 1967. Zajedno s Antunom Šutom otvorio je restoran u doseljeničkoj četvrti St. Albans. U to vrijeme pridružio se Hrvatskom revolucionarnom bratstvu. Zajedno sa Šutom, Zdenkom Marničićem i Ilijom Lovrićem trebao je otputovati u Frankfurt kako bi se priključio Skupini Fenix 72. Međutim, otputovali su samo Marničić i Lovrić, a Šuto se nekoliko tjedana prije akcije sam dragovoljno povukao. Kraljevića je dan prije planiranog polaska, 19. svibnja 1972. uhitila australska tajna policija ASIO zbog ilegalnog točenja alkohola. Samo uhićenje je sumnjivo zato što se za taj prekršaj rijetko ili nikako uhićuje, pogotovo to ne čini Savezna ili tajna policija. Iz pritvora je Kraljević pušten 21. lipnja 1972., dan nakon što je Skupina Fenix 72 prešla austrijsko-jugoslavensku granicu.
Nakon njegovog puštanja iz pritvora, u hrvatskim iseljeničkim krugovima u Australiji pojavile su se sumnje oko Kraljevićeve uloge u političkom iseljeništvu. Kraljević je bio na ispitivanju unutar HRB-a te nakon saznanja da je tajno kontaktirao s jednim agentom iz Savezne policije Kraljević se preselio u Canberru napuštajući saveznu državu Victoriju po savjetu agenta. To saznanje nije bilo poznato ostalim iseljeničkim krugovima, već samo onome u državi Victoriji, te da izbjegne njihov teret nastavlja politički djelovati u Canberri. Kada je 1976. osnovan ogranak Hrvatskog narodnog vijeća Rakovica u Canberri, Kraljević je izabran za predsjednika. Sljedeće godine Kraljević se učlanio u Hrvatsku republikansku stranku i postao predsjednik njezinog ogranka Zemun. Krajem listopada 1977. pokrenuto je privremeno Hrvatsko poslanstvo, a Kraljević je postao rizničar. Kako je svoje poslove obavljao odgovorno, izabran je za tajnika Hrvatskog međudruštvenog odbora u Canberri koji se sastojao od predstavnika većine hrvatskih iseljeničkih organizacija, udruga i društava.
Zbog njegovog političkog djelovanja u Canberri, australske vlasti su odbijale dati Kraljeviću državljanstvo i putovnicu sve do kraja 1980-ih. Uoči rušenja Berlinskog zida 1988. i pred raspad Jugoslavije, Kraljević je, po uzoru na Dinka Dedića, Antu Šutu i Antuna Babića iz Melbournea, osnovao Hrvatski informativni centar u Canberri koji je imao cilj obavještavati tamošnje medije o stanju u Hrvatskoj.
Nakon uspostave višestranačja u Hrvatskoj, u Zagrebu se osniva Hrvatska stranka prava, a prvim povjerenikom HSP-a za Australiju imenovan je Miro Hedješ iz Melbournea, član Australsko-hrvatskog društva i Hrvatskog oslobodilačkog pokreta. Međutim, Hedjaš je već polovicom ožujka 1991. podnio ostavku zbog uvjerenja da vodstvo HSP-a treba surađivati s hrvatskom vladom i dati joj potporu. Na njegovo mjesto je Dobroslav Paraga postavio Blaža Kraljevića. Za vrijeme čitavog boravka u Australiji, Kraljević je bio pasivan prema, kako ih je nazivao "starcima iz HOP-a" jer po njemu "nisu razumjeli vrijeme u kojem žive" i da "ispraznim ustašovanjem samo štete hrvatskoj stvari". Stoga je njegovo imenovanje za povjerenika HSP-a za Australiju bilo iznenađujuće, jer je HSP uživao podršku isključivo od HOP-a.

## Rat

### Dolazak u Hrvatsku
Kraljević je postao suzdržan prema hrvatskoj iseljeničkoj politici i zauzeo stajalište da je "njegovo mjesto u Hrvatskoj". Nakon dolaska u Zagreb, Paraga ga je imenovao pročelnikom Ureda za promidžbu. Na tom položaju zamijenio je bivšeg novinara Globusa Nikolu Šolića. Iseljeništvo u Australiji, a posebice u Canberri, zamjerilo je Kraljeviću što nije nekoliko stotina tisuća australskih dolara, koji su mu bili povjereni, predao kao pomoć Hrvatskoj vojsci već Dobroslavu Paragi. Po tvrdnjama njegovih poznanika, Kraljević je vjerovao kako će na taj način više doprinijeti obrani Hrvatske.

#### Djelovanje u BiH
U Bosni i Hercegovini, HSP BiH je registrirana 10. travnja 1991., a 13. lipnja 1991. u nazočnosti Parage, vodstvo HSP-a u ljubuškom hotelu Bigeste donijelo je Lipanjsku povelju o "uspostavi Nezavisne Države Hrvatske na cijelom povijesnom i etničkom prostoru". Kraljević se u Hercegovinu vratio u listopadu 1991. s Paraginom odlukom o smjeni dotadašnjeg koordinatora HSP-a BiH Ivice Karamatića, pjesnika iz Posušja i na njegovo mjesto postavio Mladena Bošnjaka Kobilu iz Ljubuškog sa stalnim prebivalištem u Osijeku. Sredinom prosinca 1991. Kraljević se za stalno preselio u Hercegovinu s ciljem osnivanja Ratnog stožera HOS-a za Hercegovinu. Ratni stožer HOS-a za Hercegovinu osnovan je 18. prosinca 1991. u Ljubuškom. Katica Pernar imenovana je tajnicom Ratnog stožera. Stožer HOS-a nalazio se u privatnoj kući Miloša Pavlaka. Nakon nerazjašnjene smrti Kraljevićevog susjeda i suradnika iz Canberre Kreše Kordića Žare, Kraljević je, po prijedlogu Mladena Bošnjaka, stožer premjestio u kuću Zdravka Hrstića, predsjednika HSP-a BiH nakon rata. Kraljević je djelovao po nahođenju Dobroslava Parage koji je svojim pismom HOS podredio Armiji RBiH prije nego što je ona bila stvarno ustrojena.

...Nemojte dozvoliti da Vas bilo tko razoruža ili Vas natjera da skinete oznake HOS-a. [...] HOS je hrvatska vojska, i nikakve grupe, koje kradom bez oznaka švrljaju okolo ili bilo tko, pogotovo ne oni kojima Hrvatska nije do Drine, neće nam krojiti nikakve zakone.
Tko digne ruku na HOS ili HOS-ovca, bit će strogo kažnjen. Kome ne odgovara hrvatski grb ili program HOS-a i HSP-a mi mu ne možemo pomoći, mi radimo ono što odgovara Hrvatima, a ne nekakvim grupama senilnog vođe.

Istodobno Kraljević je zaoštravao odnose s HZ Herceg-Bosnom, a zbližavao se s Alijom Izetbegovićem i Teritorijalnom obranom, koja će kasnije izrasti u Armiju RBiH. I tada je bilo jasno da Izetbegović i TO BiH ne gaje prijateljske odnose prema Hrvatima u BiH. U ime Ratnog zapovjedništva HOS-a, Kraljević je 9. svibnja 1992. izdao Proglas u kojem je pozvao HVO da se podredi HOS-u i TO-i BiH.
Muslimansko vodstvo započelo je instrumentalizaciju HOS-a u Bosni i Hercegovini s ciljem narušavanja HVO-a. Politika unutar HSP-a i HOS-a odgovarala je muslimanskom vodstvu zbog njihovog zagovaranja unitarne Bosne i Hercegovine, dok su oni za krajnji cilj postavljali stvaranje hrvatskih granica na rijeci Drini. Međutim, muslimansko vodstvo bilo je svjesno nemogućnosti tog projekta.
S Kraljevićem je HVO počeo pregovarati oko uspostavljanja zajedničkog zapovjedništva i organiziranja zajedničke obrane. U više navrata s Kraljevićem je pregovarao Nijaz Batlak Daidža, general HV-a, i Ivica Primorac, časnik HOS-a, koji su tražili da se pronađe rješenje, međutim Kraljević je svakakvu suradnju s HVO-m odbacivao opravdanjem da HVO ne vode "pravi Hrvati". U to vrijeme je došlo i do narušavanja odnosa između Primorca, koji je smirivao napetosti, i Kraljevića. Primorac je u više navrata organizirao i sastanke Daidže i Kraljevića, no bez uspjeha. S Kraljevićem je također pregovarao i Slobodan Praljak koji također nije uspio dobiti Kraljevićev pristanak za suradnju HOS-a s HVO-m. Zapovjednik HVO-a u Ljubuškom, Ivica Tomić, održao je u srpnju 1992. sastanak s Milom Dedakovićem i Blažom Kraljevićem s ciljem rješavanja spora između HVO-a i HOS-a. Dedaković se zalagao da HOS i HVO trebaju surađivati s ciljem obrane hrvatskog naroda u BiH, dok je Kraljević odbio svaki oblik suradnje i zahtijevao podređivanje HVO-a HOS-u. Kraljević je uskoro izdao i naredbu kojom zabranjuje HOS-ovcima zaustavljanje na vojnim punktovima HVO-a, što se počinje događati već u srpnju 1992. u Mostaru.

Bosnu i Hercegovinu štiti i štitit će HOS i TO BiH. BiH je razrušena, narod je raseljen, ali pobjeda je naša. Pozivamo HVO da se stavi pod našu komandu, tj. pod komandu HOS-a, te da u suradnji s TO BiH oslobodimo BiH na sreću svih naroda.

Alija Izetbegović je 2. kolovoza 1992. donio odluku o HOS-u kao sastavnom dijelu TO-e BiH te je imenovao Kraljevića članom Glavnog stožera TO-e BiH. Takvo postupanje Kraljevića dovelo je do unutarhrvatskog sukoba u Bosni i Hercegovini.
U Čapljini su HOS omasovili muslimani. U srpnju 1992. HOS u Čapljini počinje stvarati probleme HVO-u pod zapovjedništvom generala Praljka zbog velikog broja neevidentiranih boraca koji su uglavnom bili nepoznati. Zbog toga se Praljak sastaje s Kraljevićem te na sastanku od njega traži podređivanje HOS-a ili bar evidenciju o novačenju u HOS. Kraljević je takav prijedlog Praljka odbio. Sličan problem s HOS-om pojavio se i u Stocu gdje su 90% HOS-a činili muslimani. Novačenje HOS-a nepoznatim i neevidentiranim osobama događalo se i na području Mostara. Prema izvješću VOS-a od 8. kolovoza 1992. Muslimani su dobili interna uputstva da ulaze isključivo u Armiju RBiH ili HOS kako bi se borili protiv HVO-a.
Kraljević se tijekom rata vodio ustaškom ideologijom. Kao cilj HOS-a u Bosni i Hercegovini postavio je stvaranje hrvatske granice na Drini, a vodio se uvjerenjem da su i bosanskohercegovački muslimani Hrvati islamske vjeroispovijesti. U svojim istupima napadao je Hrvatsku zajednicu Herceg-Bosnu i njezinog predsjednika Matu Bobana optužujući ih za antihrvatstvo. U logoru Dretelj HOS je zlostavljao i ubijao srpsko civilno stanovništvo, a Kraljević je za zamjenika zapovjednika logora postavio Ediba Buljubašića, osuđenog serijskog ubojicu koji je priznao i ratne zločine počinjene u Dretelju.

## Pogibija
Nakon zaoštravanja odnosa HOS-a i HVO-a, HZ Herceg-Bosna izdala je naredbu kojom se traži uhićenje svih zapovjednika HOS-a koji odbiju suradnju s HVO-om. U to vrijeme radile su se pripreme za operaciju Buru gdje je bila potrebna i suradnja HOS-a koja je do tada bila upitna zbog zbližavanja s Armijom RBiH. HVO je od policije preuzeo sve kontrolne punktove u sklopu te naredbe, a poseban režim kontrole uspostavljen je u Mostaru zbog ratne opasnosti. Nakon sastanka Kraljevića i časnika Teritorijalne obrane BiH kojega je organizirao Vinko Martinović Štela, zapovjednik HOS-a u Mostaru, Kraljević se uputio prema Čitluku gdje je pod nerazjašnjenim okolnostima došlo do paljbe između HVO-a i HOS-a u kojoj je stradao Kraljević i njegova pratnja koju je činilo osam HOS-ovaca, a stradao je i jedan vojnik HVO-a, dok je drugi bio ranjen. Kraljević je trebao biti sproveden u Split gdje je trebao pristati na podređenost HOS-a HVO-u.
Blaž Kraljević pokopan je u rodnom mjestu Lisice 13. kolovoza 1992. Vodstvo Hrvatske stranke prava ga je posmrtno unaprijedilo u čin krilnika, najviši čin u Hrvatskim obrambenim snagama.
Stanko Primorac Ćane je kratko prije pogibije Blaža Kraljevića s 1. bojnom HOS-a prešao u 156. brigadu HV-a te se odbio vratiti u HOS na poziv Kraljevića. Dva dana nakon pogibije Primorac je imenovan zapovjednikom Ratnog stožera HOS-a u Hercegovini. S tom dužnošću je 23. kolovoza 1992. potpisao sporazum s ministrom obrane HZ Herceg-Bosne Brunom Stojićem o podređenosti HOS-a HVO-u.
Predsjednik Tuđman je, na prijedlog hrvatskog ministra obrane, Gojka Šuška i Državnog povjerenstva za vojna odlikovanja i priznanja, odlikovao je 3. prosinca 1996. Blaža Kraljevića odličjem koje se dodjeljuje svakomu poginulom borcu u obrani Hrvatske – Redom Petra Zrinskog i Frana Krste Frankopana s pozlaćenim pleterom.

### Kontroverze
Kraljevićeva pogibija postala je objektom nagađanja, pa se tako za njegovu pogibiju okrivljuju brojne osobe. Mnogi za pogibiju Kraljevića krive Mladena Naletilića Tutu, zapovjednika Kažnjeničke bojne HVO-a. Stanko Primorac i Zvonko Jurišić, predsjednik HSP-a BiH za pogibiju su okrivili i Vicu Vukojevića, hrvatskog ustavnog sudca, Međutim Primorac je 2005. u svjedočenju u obrani generala Slobodana Praljka priznao da "nitko ne zna" kako je došlo do Kraljevićeve pogibije. I za samog Primorca neki sumnjaju da je posredno odgovoran za Kraljevićevu pogibiju, a zajedno s njim se okrivljuje i Ivica Lučić, povjesničar i bivši šef Sigurnosno informativne službe HVO-a. Za umiješanost u pogibiju Kraljevića Dobroslav Paraga okrivio je i generala HVO-a Ivana Andabaka objašnjenjem da je neposredno ubio Kraljevića.
Zbog pogibije Blaža Kraljevića i ostalih njegovih suboraca, bilo je otvoreno više istraga. Odmah nakon pogibije, odvjetnik HSP-a Antun Miličević iz Makarske podigao je optužnicu protiv Brune Stojića, Valentina Ćorića, Mladena Naletilića i drugih pred Županijskim sudom u Zagrebu. U rujnu 1993. Dobroslav Paraga je pred Međunarodnim kaznenim sudom za ratne zločine u Haagu podigao optužnicu protiv Vice Vukojevića, Mate Bobana, Mladena Naletilića, Ivana Andabaka i Brune Stojića, međutim, istraga nikada nije pokrenuta. Protiv istih osoba Paraga 2000. ponovno podigao optužnicu pred Županijskim sudom u Zagrebu, no ponovno istraga nije pokrenuta. Stanko Primorac, kao zastupnik u Parlamenta Federacije Bosne i Hercegovine je u kolovozu 2007. pozvao "sve federalne institucije, tužiteljstvo i sudske vlasti" neka pokrenu istragu o Kraljevićevoj smrti. U listopadu 2009. Županijsko tužiteljstvo Hercegovačko-neretvanske županije saslušalo je Ediba Buljubašića, osuđenog ratnog zločinca i časnika HOS-a, u istrazi oko Kraljevićeve smrti. Istraga je pred Županijskim sudom HNŽ-a ostala otvorena do danas. U svibnju 2013. Županijsko državno odvjetništvo u Zagrebu ponovno je otvorilo istragu i počelo sa saslušanjem svjedoka u Mostaru.

### Komemoracija i spomen
Komemoracija za Blaža Kraljevića održava se svake godine na dan njegove smrti, 9. kolovoza. U sklopu toga održava se misa zadužnica za poginule u Kruševu i polaganje vijenaca. Komemorativne skupove redovno organiziraju Hrvatska stranka prava Bosne i Hercegovine te Hrvatska čista stranka prava Bosne i Hercegovine. Među prisutnima na komemoracijama bio je i Živko Budimir, ranije kao dopredsjednik HSP-a BiH, ali i kao predsjednik Federacije Bosne i Hercegovine.
Kraljević je popularan u Hrvatskoj stranci prava, Hrvatskoj stranci prava BiH i drugim strankama koje se pozivaju na pravaštvo. Simpatije prema Kraljeviću također je izrazio i Željko Komšić, hrvatski član Predsjedništva Bosne i Hercegovine i bivši dopredsjednik Socijaldemokratske partije Bosne i Hercegovine; predsjednik Federacije BiH i Stranke pravde i povjerenja Živko Budimir te dopredsjednik SPP-a i zastupnik u Zastupničkom domu FBiH Željko Asić.